# Cidade Despida
Cidade Despida é uma série de televisão portuguesa de género policial, transmitida às sextas-feiras pela RTP1 de 23 de abril a 16 de julho de 2010, resultando num total de 13 episódios. Tem como principais atores: Catarina Furtado, António Cordeiro, Sérgio Silva, Miguel Moreira, Pedro Laginha, Cristina Carvalhal e Dinarte Branco. É a primeira série portuguesa gravada totalmente em suporte digital, assim sendo transmitida em alta definição, na RTP 1 HD.
A série decorre na Polícia Judiciária e, relata o dia-a-dia profissional de uma brigada composta apenas por homens experientes, incluindo o chefe, e, de um momento para o outro, passa a ser chefiada por uma jovem inspectora que, é chamada de urgência para resolver um gravíssimo caso e ocupa o lugar de chefe quando este se reforma. Um pormenor importante é que a jovem inspectora, é enteada do director geral e todos pensam que ela ocupou o lugar por ser ligada ao director. Todos os casos apresentados na série são baseados em casos verídicos que constam dos arquivos da PJ.
Em 2010, a série Cidade Despida foi nomeada em várias categorias do Festival Cinematográfico de Moscovo, o segundo maior festival de televisão do Mundo.
Categorias
- Melhor Atriz: Cristina Carvalhal e Catarina Furtado
- Melhor Ator: Albano Jerónimo e Pedro Laginha
- Melhor Série Policial 2010
- Melhor Realizador Internacional

Mais tarde, o resultado obtido foi que a série ganhou o Prémio Especial de Televisão do Festival Cinematográfico de Moscovo. 

## Enredo
Uma onda de horrendos assassinatos a jovens mulheres assombra Lisboa. Em pouco menos de um mês já quatro indivíduos do sexo feminino apareceram mortos no Rio Tejo, apenas com a cabeça e o tronco. Os membros superiores e inferiores aparecem passadas algumas horas em malas de viagem também a boiar no mesmo rio. Igualmente as mulheres mortas apresentam sinais de sexo forçado e estrangulamento e, estão relacionadas de algum modo com a prostituição.
A principal brigada da Polícia Judiciária de Lisboa, liderada pelo Inspector Freitas (Carlos Gomes), já está em fase de desespero, pois não se conseguem reunir provas suficientes para chegar ao autor de semelhantes actos. Mais, tudo indicia a que a frequência dos crimes aumente.
O director-geral já recebera um reparo do Ministro da Defesa, por este achar que a PJ não dispõe de meios suficientes para lidar com casos de semelhante gravidade. Por isto, decide contactar a Polícia Judiciária do Porto, pois lá têm uma das melhores especialistas em crimes em série (serial killers) portuguesas, a inspectora Ana Belmonte (Catarina Furtado). Ana Belmonte licenciou-se em Psicologia e, em Criminologia, no Porto, mas especializou-se em crimes em série nos Estados Unidos da América.
Mas, não é esta a única razão para a inspectora portuense entrar na brigada. Ana é também enteada do director-geral. Por este facto, não é bem aceite na brigada, principalmente pelos inspectores Freitas, e Rocha (António Cordeiro). Ana é uma pessoa persistente e determinada que, ao contrário dos restantes inspectores, não usa a violência para obter resultados em interrogatórios mas sim, a pressão psicológica.
Ana instala-se num hotel da capital, pois supostamente o seu trabalho é apenas aquando da resolução deste caso. Finalmente, após alguns interrogatórios diferentes e, consegue-se reunir mais informação sobre os crimes. Finalmente, um vídeo amador enviado por anónimo para a PJ, consegue finalmente obter imagens do autor de semelhantes crimes e, o mesmo confessa e é finalmente preso.
Após a resolução do caso, o inspector Freitas, por via de uma depressão, pede a reforma antecipada. O director-geral entrega logo o cargo de chefia a Ana. É Ana que irá, a partir de então, passar a chefiar a brigada composta por homens bastante mais velhos.
Paralelamente à chefia da brigada, Ana irá investigar os estranhos factos que se passam na sua vida pessoal. Em todos os episódios, Ana recebe estranhas fotografias a preto e branco de partes do seu corpo. Recebe-as tanto na sua caixa de correio, como em produtos que compra via entrega ao domicílio, presas ao para-brisas do seu carro e, até no edifício da PJ. Para além disso, pessoas suspeitas rondam o seu prédio e, também objectos estranhos são deixados à porta do seu apartamento.
No final da série, descobriu-se quem perseguia Ana. Pela maneira de como as fotos, e tudo o resto lhe chega, presume-se que tivesse sido alguém que trabalha e conviva directamente com ela: ou um dos inspectores da brigada, ou algum dos técnicos do laboratório, algum dos directores do departamento ou até, André, o seu namorado. Ana já suspeitou de: Leonel Cardoso, o médico legista, por este lhe confessar que aprecia e conhece técnicas fotográficas. Também estranhou o facto de o inspector Vargas saber onde esta tem aulas de tiro, sem que lhe tenha informado e, também do inspector Rocha, por este ser o mais renitente da brigada, quando à chegada de Ana à chefia.
O genérico inicial de cada episódio, é parte da cena de perseguição final entre Ana e quem a persegue. Antes do episódio começar, aparece quanto tempo o caso tratado fora antes da perseguição.
Quem perseguia Ana era André, o seu namorado. André é na verdade um psicopata bastante perigoso que, já matara duas mulheres antes, a quem fizera o mesmo com fotografias antes e, que se preparava para matar Ana também.
No final também, Alexandre Onofre, vice-director da PJ, que também sempre discordou de Ana ser a chefe, arma-lhe uma cilada, para tentar que esta seja demitida por obstrução ao segredo de justiça. Onofre, fazendo-se passar por inspector da brigada de Ana, passa informações à comunicação social, dos últimos casos relatados ainda em resolução. Para a sua farsa ser mais perfeita, o mesmo Onofre mostra-se indignado e preocupado com essas "fugas de informação", fingindo não ser nada com ele. É Alberto Machado, director nacional que o desmascara, imediatamente antes da prisão de André.
O que aconteceu depois a Onofre já não fez parte do enredo da história. Foi deixado ao critério de cada espectador, adoptando assim o modelo das séries policiais norte-americanas.

## Elenco

### Elenco Fixo
- Catarina Furtado como Inspectora Ana Belmonte (Inspectora-chefe) (13 Episódios)
- António Cordeiro como Inspector António Rocha (13 Episódios)
- Pedro Laginha como Inspector João Vargas (13 Episódios)
- Miguel Moreira como Inspector José Quintana (13 Episódios)
- Pedro Carmo como Inspector Mário Valentim (6 Episódios)
- Oceana Basílio como Inspectora Sofia Sampaio (6 Episódios)
- António Fonseca como Dr. Alberto Machado (Director da PJ a nível nacional) (12 Episódios)
- Dinarte Branco como Dr. Leonel Cardoso (Médico Legista) (13 Episódios)
- Sérgio Silva como Dr. Alexandre Onofre (Vice-director da PJ) (13 Episódios)
- Cristina Carvalhal como Dr.ª Rosa (Directora do Laboratório) (13 Episódios)
- Albano Jerónimo como André Figueiroa (Namorado de Ana Belmonte) (12 Episódios)

#### Elenco Adicional

##### 1º Episódio
- Carlos Gomes como Inspector Freitas Silva
- Pêpê Rapazote como Rodrigo Azevedo
- Luís Gaspar como João Correia
- João Baptista como rapaz da rua
- António Durães como Albano Silva

##### 2º Episódio
- José Martins como Bernardo Reis
- Custódia Gallego como Ana Margarida Ferreira
- Elisa Lisboa como Emília
- Carlos Ferreira como Oliveira
- Rui Morrison como Emanuel Mota
- Afonso Lagarto como Afonso Domingues
- Filomena Cautela como Joana
- Pedro Saavedra como Américo
- Bruno Oliveira como Agente da PSP
- Margarida Carpinteiro como Directora do Orfanato
- Maria Simões como Carla Domingues

##### 3º Episódio
- Joaquim Horta como Diogo Saraiva
- Jorge Estreia como Fábio Sousa
- Rita Durão como Paula
- Tiago Matias como Miguel Pires
- Daniel Garcia como Senhorio

##### 4º Episódio
- António Capelo como Filipe Barreiros
- Inês Costa como Alexandra Barreiros
- Manuel Wiborg como Raúl
- Maria João Abreu como Mãe de Alexandra
- Duarte Guimarães como Sérgio Matos
- Figueira Cid como Sem-Abrigo subornado
- Carolina Sales como Rita

##### 5º Episódio
- Matias Santos como Francisco Tudela
- Joaquim Nicolau como Jacinto Campos
- Patricia André como Nicole Cerqueira (Nico)
- Vitor Pinto como Hélio Fraga
- Rita Lello como Esmeralda Assis da Costa
- Sinde Filipe como Vasco Assis da Costa
- João Arrais como Pedro Tudela

##### 6º Episódio
- João Lagarto como Basílio
- Márcia Breia como Madre Custódia
- Mariana Norton como Irmã Luísa
- Diana Costa e Silva como Irmã Eva
- Carla Chambel como Irmã Bárbara
- Adriano Carvalho como Paulo Guiomar

##### 7º Episódio
- Joana Santos como Lia
- Joana Bárcia como Mãe de Lia
- Cândido Ferreira como Casmiro
- Filipe Vargas como Rui
- José Mata como Salvador
- Luís Simões como Bruno
- Lourenço Henriques como Pai de Bruno

## Crossover com Inspector Max
Por coincidência ou não, no episódio n.º 7,  existe um pequeno e quase indetectável crossover entre esta série e, uma série do mesmo tipo, que passou na TVI, Inspector Max. O túnel por baixo da Linha de Cascais, equivalente a um troço da Avenida Ferreira Godinho, na Cruz Quebrada, foi usado, em Cidade Despida, para representar o local para onde fora Lia, a rapariga menor violada, o centro do caso relatado no episódio, depois da mesma violação. O mesmo túnel, serviu de cenário a um episódio de Inspector Max, representando um local onde fora deixado o corpo de alguém, cujo assassino queria fazer crer à PJ que tinha ali sido morto.

## Audiência
A série estreou com 7,6% de audiência média e 20,7% de share. No total, contactaram com este primeiro episódio 2.049.000 espectadores que viram em média mais de 16 minutos, ou seja, cada um viu mais de 35% da duração total.
As doze exibições de Cidade Despida obtiveram 5,3% de audiência média e 15,6% de share de audiência. O episódio de estreia foi o que obteve melhores resultados e o episódio transmitido no dia 2 de Julho foi o que obteve piores resultados, registando 3,5% de audiência média e 12,0% de share de audiência.

## Nomeações
Cidade Despida recebeu quatro nomeações na 50ª edição do Festival de Televisão de Monte Carlo: Melhor Actriz (Catarina Furtado e Cristina Carvalhal), Melhor Ator (Pedro Laginha e Albano Jerónimo), Melhor Produção Internacional e Melhor Produção Europeia.